# Runcu, Ilfov
Runcu este un sat în comuna Dascălu din județul Ilfov, Muntenia, România. Învecinat de o pădure ce poarta același nume: pădurea Runcu.

 Acest articol despre o localitate din județul Ilfov este deocamdată un ciot. Puteți ajuta Wikipedia prin completarea lui.